# برواثا
بلدية برواثا (بالإسبانية: Proaza) هي بلدية تقع في منطقة أستورياس شمال غرب إسبانيا.

## الديموغرافيا
بلغ عدد سكان بلدية برواثا 823 نسمة عام 2011 (وفقاً للمعهد الوطني للإحصاء الإسباني).
| 960 | 947 | 876 | 810 | 794 | 797 | 823 |